# فابیو فن دن بوسه
فابیو فن دن بوسه (هلندی: Fabio Van den Bossche؛ زادهٔ ۲۱ سپتامبر ۲۰۰۰) دوچرخه‌سوار اهل بلژیک است.
از باشگاه‌هایی که در آن بازی کرده است می‌توان به اسپورت فلاندر–بالوزه اشاره کرد.
وی در مسابقات کشوری و بین‌المللی در مجموع برندهٔ ۱ مدال نقره، ۵ مدال برنز شده است.